# Ed Macauley
Charles Edward Macauley, detto Εd (St. Louis, 22 marzo 1928 – St. Louis, 8 novembre 2011), è stato un cestista e allenatore di pallacanestro statunitense, professionista nella NBA.

## Carriera
Nato a Saint Louis nel 1928, il giovane Macaulay decise di rimanere vicino alla famiglia e di andare alla Saint Louis University.  
Al termine dei quattro anni al college venne selezionato dalla squadra della sua città, i St. Louis Bombers, come scelta territoriale del Draft BAA 1949. La franchigia tuttavia fallì al termine dell’annata e di conseguenza Macaulay si ritrovò senza una squadra. 
Dichiaratosi eleggibile per il draft 1950, venne scelto dai Boston Celtics del nuovo coach Red Auerbach. Divenne uno dei perni della squadra, con cui giocò fino al 1956 e vinse numerosi premi individuali. Macaulay fu infatti il primo MVP della storia agli All-Star Game, nelle sue prime tre stagioni a Boston fu inserito nel Primo Quintetto NBA e nel campionato successivo nel Secondo Quintetto. 
Dopo sei stagioni ai Celtics, nel 1956 il giocatore tornò nella sua città natale per vestire la maglia dei St. Louis Hawks, franchigia nata l’anno prima a seguito del trasferimento da Milwaukee.

## Palmarès

### Giocatore
- Campione NIT (1948)
- MVP NIT (1948)
- 2 volte NCAA AP All-America First Team (1948, 1949)
- Campionato NBA: 1

St. Louis Hawks: 1958
- 3 volte All-NBA First Team (1951, 1952, 1953)
- All-NBA Second Team (1954)
- 7 volte NBA All-Star (1951, 1952, 1953, 1954, 1955, 1956, 1957)
- NBA All-Star Game MVP (1951)

### Allenatore
- Allenatore all'NBA All-Star Game (1960)